# Jan Mortelmans
Jan G.D. Mortelmans, né le 4 mai 1964 à Lierre est un homme politique belge flamand, membre du Vlaams Belang.

## Fonctions politiques
- Conseiller communal de Lier
- Député fédéral du 13 juin 1999 au 6 mai 2010